# Park Bo-gyoon
Dans ce nom coréen, le nom de famille, Park, précède le nom personnel Bo-gyoon.
Park Bo-gyoon (en coréen : 박보균) est un journaliste et homme politique sud-coréen né en 1954 à Séoul.
De 2022 à 2023[réf. nécessaire], il est Ministre de la Culture, des Sports et du Tourisme sous la présidence de Yoon Seok-youl.
Il a passé l'essentiel de sa carrière au sein du journal conservateur Joong-ang Ilbo, dont il fut le rédacteur en chef. Il a également remporté deux fois le prix du « Journaliste de l'Année » remis par l'Association des journalistes de Corée (1990 et 1995).

## Biographe
Park Bo-gyoon naît en 1954 à Séoul, capitale de la Corée du Sud.

### Carrière journalistique
Il commence sa carrière de journaliste en 1981, quand il intègre la rédaction d'un des plus importants journaux sud-coréens, le Joong-ang Ilbo, où il écrit des papiers sur la politique du pays. Il reste pendant 40 ans au sein de ce journal conservateur, où il occupe plusieurs postes importants, dont celui de rédacteur en chef.
Park Bo-gyoon remporte deux fois, en 1990 et 1995, le prix du « Journaliste de l'Année » remis par l'Association des journalistes de Corée. En 2011, il est mis à la tête de l'Association des rédacteurs en chef de Corée.
Il prend sa retraite en 2021.

### Carrière politique
En juillet 2021, Park Bo-gyoon adhère au parti conservateur Pouvoir au peuple. En août de la même année, il rejoint l'équipe de campagne de Yoon Seok-youl, alors candidat à la présidence du pays. Après l'élection présidentielle, Yoon Seok-youl le nomme en mars 2022 conseiller spécial. Puis, le 10 avril 2022, Park Bo-gyoon est placé à la tête du Ministère de la Culture, des Sports et du Tourisme par le président. 
Après sa nomination, il annonce vouloir éviter une répétition du scandale de 2016, où plus de 10 000 figures de la culture et du divertissement avaient été blacklistées par les administrations de Park Geun-hye et Lee Myung-bak, menant à des investigations injustes et à des refus de subventions. Il annonce aussi vouloir aider les journalistes à trouver un équilibre entre liberté et responsabilité.